# Misty Thomas
Misty Paige Thomas (Los Angeles, 1º luglio 1964) è un'ex cestista canadese.

## Carriera
Con il Canada ha disputato i Giochi olimpici di Los Angeles 1984, i Campionati mondiali del 1986 e i Campionati americani del 1989.